# Phare de Lincoln Rock
Le phare de Lincoln Rock est un phare disparu d'Alaska du Sud-Est. Il se trouvait sur un rocher au large de l'île Lincoln, une toute petite île du détroit de Clarence, entre l'île Etolin à l'est et l'Île du Prince-de-Galles à l'ouest.

## Histoire
Le premier phare a été construit en 1903 et abandonné en 1909 après avoir été détruit par une tempête. En 1911, une corne de brume a été installée sur l'île Lincoln, à quelques centaines de mètres, et une tour métallique avec signal lumineux y a été ajoutée en 1944. Mais ce phare a été désactivé en 1968 et démoli par la suite. Actuellement, seules les fondations subsistent.

## Sources
- (en) USCG

- (en) Cet article est partiellement ou en totalité issu de l’article de Wikipédia en anglais intitulé « Lincoln Rock Light » (voir la liste des auteurs).